# Кіровський завод
Кіровський завод (раніше Путилівський завод, Червоний Путилівець) — одне з найстаріших і найбільших машинобудівних і металургійних підприємств Російської імперії, СРСР та сучасної Росії.
Основні виробничі потужності компактно розташовані в Петербурзі, де займають велику (220 гектарів) територію між проспектом Стачек і річкою Єкатерінгофк і з виходом в Фінську затоку. Наявність власних глибоководних причалів уздовж протяжної (близько 2 кілометрів) берегової лінії історично зумовило третю велику галузеву спеціалізацію заводу — суднобудування. І хоча ще в 1910 році «Путилівська верф» була виділена в самостійну юридичну особу (нині «Північна верф»), завод зберіг свої позиції в суднобудуванні, як постачальник якісного металу, нестандартних конструкцій і складного обладнання.
У 1870-1880-х роках Путилівське товариство поєднало свої завод і верфі з торговим портом і залізницями, побудувавши «Путилівську гілку» — що являє собою найбільші за протяжністю під'їзні шляхи в складі залізничного вузла Петербурга (головна станція Пущино).